# Fudzsioka (Gunma)
Fudzsioka (Fudzsioka-si, 藤岡市) egy város Japán Kantó régiójában, Gunma prefektúrában. Egy 2015 februárjában végzett felmérés szerint megközelítően 66 165 főnek ad otthont, a népsűrűsége pedig 367 fő/km².
A teljes területe 180,29 km². Az időzónája UTC+9 (Japán-idő).

## Földrajz
Fudzsioka elhelyezkedése szerint Gunma prefektúra délebbi régióiban található, Szaitama prefektúrával határolva még délebben.

### Domborzata
Nisi-Mikabojama (西御荷鉾山), 1246 m magas
Higasi-Mikabojama (東御荷鉾山) 1286 m magas
Amefurijama (雨降山)
Szakurajama (桜山), 591 m magas
Takajama (高山)
Koshinjama (庚申山)

### Vízrajza
Folyók:
Karaszugava
Kaburagava (鏑川)
Ajugava (鮎川)
Nukuigava (温井川)
Kannagava (神流川)
Szannagava (三名川)
Szaszagava (笹川)
Tavak és mocsarak:
Kannako (神流湖)
Szannako (三名湖)
Ayugavako (鮎川湖)
Takenuma (竹沼)

## Környező önkormányzatok
- Gunma prefektúra
  - Takaszaki
  - Tamamura
  - Kanna
  - Shimonita
  - Kanra
- Szaitama prefektúra
  - Csicsibu
  - Kamikava
  - Kamiszato

## Történelme
Az Edo-korban a mai Fudzsioka területe az akkori Tenrjó vidék részét képezte a Kózuke tartományban, ami a Tokugava sógunátus közvetlen irányítása alatt állt.
Fudzsioka és Onisi város mellett még Kanna, Ono, Midori, Mikuri, Hirai, Hino és Szanbagava falvak is ekkor jöttek létre a Midorino Kerületben (Gunma Prefektúra).
Mihara falu pedig a Minamikanra Kerületben, 1889. április 1.-én, miután a Meidzsi-restauráció után létrejött az önkormányzati-rendszer.
1896-ban, a Minamikanra Kerület egybeolvadt a Midorino- és Tago Kerülettel, ezáltal együttesen létrehozva a Tano Kerületet. 1954. április 1.-én, Fudzsioka összecsatolta Kanna, Ono, Midori és Mikuri falvakat, majd elnyerte a város címet.
1955. március 1.-én, Fudzsioka összecsatolta a szomszédos Hirai és Szanbagava falvakat. 2006. január 1.én, Onisi falu is beolvadt Fudzsioka városba.

## Közigazgatás

### Korábbi polgármesterek
- Motoszuke Fukusima (1954. május 10.–1962. május 9.)
- Szugavara Sun (1962. május 10.–1970. május 9.)
- Kisio Kanda (1970. május 10.–1978. május 9.)
- Maszaru Yosino (1978. május 10.–1994. május 9.)
- Sódzsi Cukamoto (1994. május 10.–2002. május 9.)
- Tosiaki Arai (2002. május 10.–2018. május 9.)
- Arai Maszahiro (2018. május 10.–napjainkig)

### Tűzoltóság
Három nagyobb tűzoltóparancsnokság található a városban.
- Tano Fudzsioka Széleskörű Tűzoltóparancsnokság
- Fudzsioka Tűzoltóság
- Onisi Tűzoltóság

### Rendőrség
Egy rendőrkapitánysággal rendelkezik a város.
- Fudzsioka városi rendőrkapitányság

## Oktatás
Fudzsioka város három középiskolával, öt junior középiskolával és tizenegy általános iskolával rendelkezik.

### Középiskolák
- Fudzsioka Kita (群馬県立藤岡北高等学校)
- Fudzsioka Kogjo (群馬県立藤岡工業高等学校)
- Fudzsioka Csuo (群馬県立藤岡中央高等学校)

### Junior középiskolák
- Fudzsioka Kita (藤岡市立北中学校)
- Fudzsioka Higasi (藤岡市立東中学校)
- Fudzsioka Nisi (藤岡市立西中学校)
- Fudzsioka Ono (藤岡市立小野中学校)
- Fudzsioka Onisi (藤岡市立鬼石中学校)

### Általános iskolák
- Fudzsioka Dai-icsi (藤岡第一小学校)
- Fudzsioka Dai-ni (藤岡第二小学校)
- Kanna (神流小学校)
- Ono (小野小学校)
- Midori (美土里小学校)
- Mikuri Higasi (美九里東小学校)
- Mikuri Nisi (美九里西小学校)
- Hirai (平井小学校)
- Hino (日野小学校)
- Onisi Kita (鬼石北小学校)
- Onisi (鬼石小学校)

## Közlekedés

### Vasút
- JR East – Hacsikó Vonal
  - Gunma-Fudzsioka - Kita-Fudzsioka

### Autópályák

#### Gyorsforgalmi utak
A Fudzsioka csomópontban két gyorsforgalmi út találkozik.
- Kanecu gyorsforgalmi út – Fudzsioka csomópont
- Dzsosinecu gyorsforgalmi út - Fudzsioka Interchange (IC), Fudzsioka Parkoló

#### Nemzeti autópályák
- 17-es nemzeti autópálya
- 254-es nemzeti autópálya
- 462-es nemzeti autópálya
- 354-es nemzeti autópálya

### Busz
- Központi Japánbuszok
- Dzsosin Turistabuszok
- Fudzsioka városi Meguri

## Látnivalók
- Fudzsioka Történelmi múzeum
- Hirai-vár látképe
- Takajamasa Selyemhernyó-tenyésztő iskola
- Simokubo gát
- Sinszui gát
- Takenuma gát
- Szakurajama Park
- Takajama kastély
- Hét Xingshan sírja
- Gunma Motor Show
- Jasiro onszen

### Éves események
- Fudzsioka Macuri

A Fudzsioka Macuri egy két napos, nyári fesztivál, amit általában Július végi hétvégéken tartanak. Az ünnepélyen, ami Fudzsioka közepén zajlik, sok utcai ételes és szórakoztató bódét állítanak fel. Van továbbá bolhapiac, parádé és utcai tánc is.
Sokféle tradicionális rendezvényt is tartanak, mint például a taiko-előadások, mikosi-cipelés, Dashi parádé.
- Fudzsi Macuri

A Fudzsi Macuri (Lilaakác fesztivál) egy tavaszi ünnepség, ami a Koshinjama parkban kerül megrendezésre minden évben, késő Áprilisban vagy Május elején. A lilaakác-fa virágait ünneplik.
Több bódéban árulnak mindenféle helyi termékeket, ételeket és virágokat. Sötétedés után megvilágítják a fa virágait.

## Fudzsiokából származó híres személyek
- Nakajama Hidejkuki, színész
- Horikosi Dzsiró, légiforgalmi mérnök, ő tervezte a Mitsubishi A6M Zero-t
- Szakurai Acusi, a Buck-Tick nevű rockegyüttes énekese
- Imai Hiszasi, a Buck-Tick gitárosa
- Hosino Hidehiko - a Buck-Tick gitárosa

## Testvérvárosi kapcsolatok
- Hakui, Isikava, Japán (1986. augusztus óta)
- Cusima, Aicsi, Japán (2004. szeptember 1. óta, egymás támogatása vészhelyzetek esetén)
- Konan, Aicsi, Japán (2004. szeptember 1. óta, egymás támogatása vészhelyzetek esetén)
- Csiangjin, Kína (2000. Április 28. óta, baráti város)[3]
- Bend, Oregon, Amerikai Egyesült Államok[4]
- Regina, Saskatchewan, Kanada[5][6][7]